# Friedrich Wilhelm Schoen

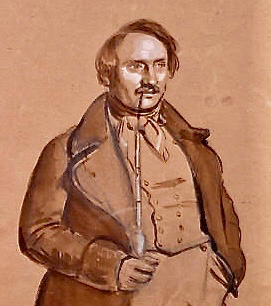
Selbstbildnis des Malers. Arbeitsskizze zum Ölgemälde Künstlergesellschaft im Stub(b)envoll, 1844; Mischtechnik (Gouache und Aquarell über Bleistift auf getöntem Papier)

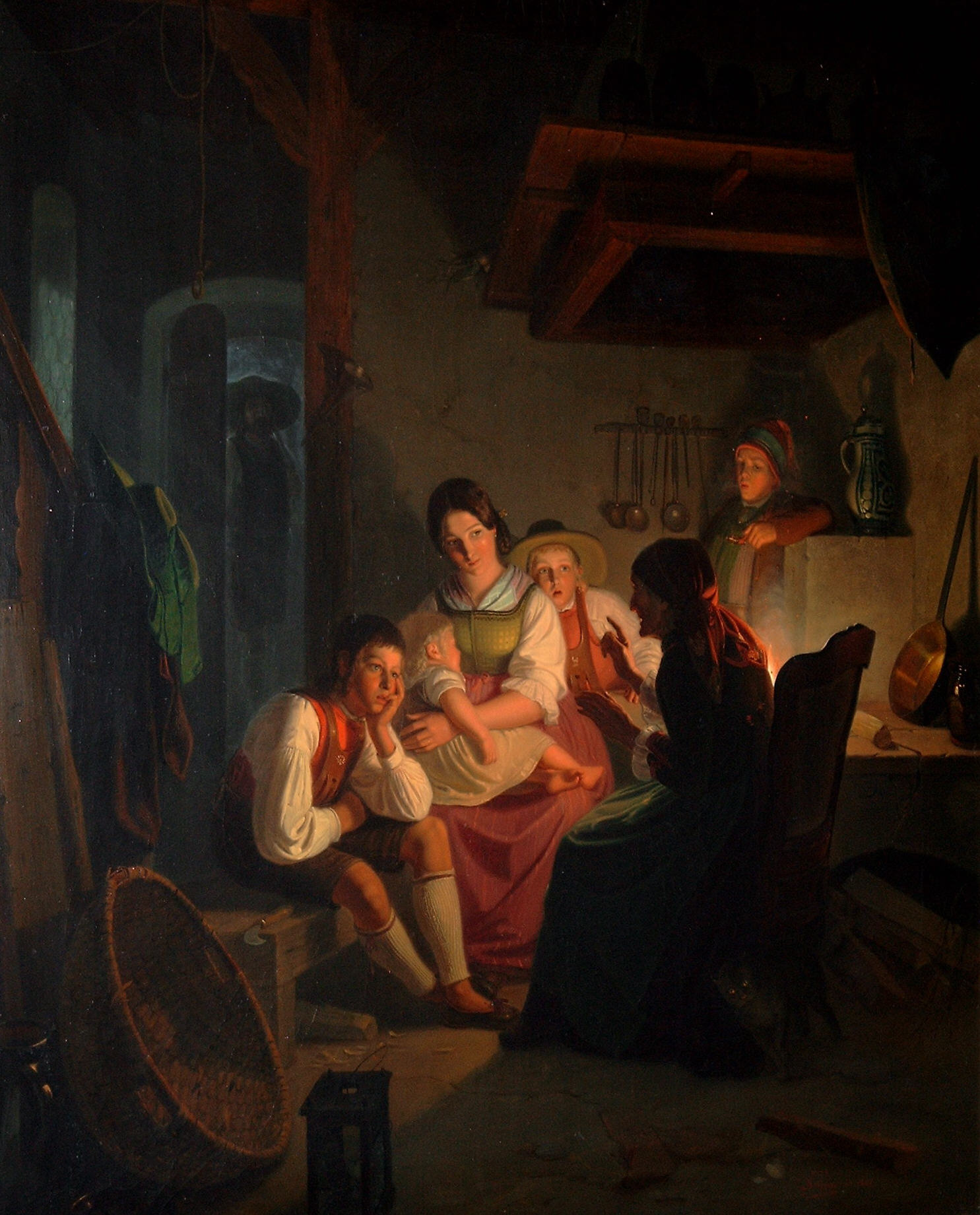
F. W. Schoen: Die Märchenerzählerin, Öl/Lwd., 1845

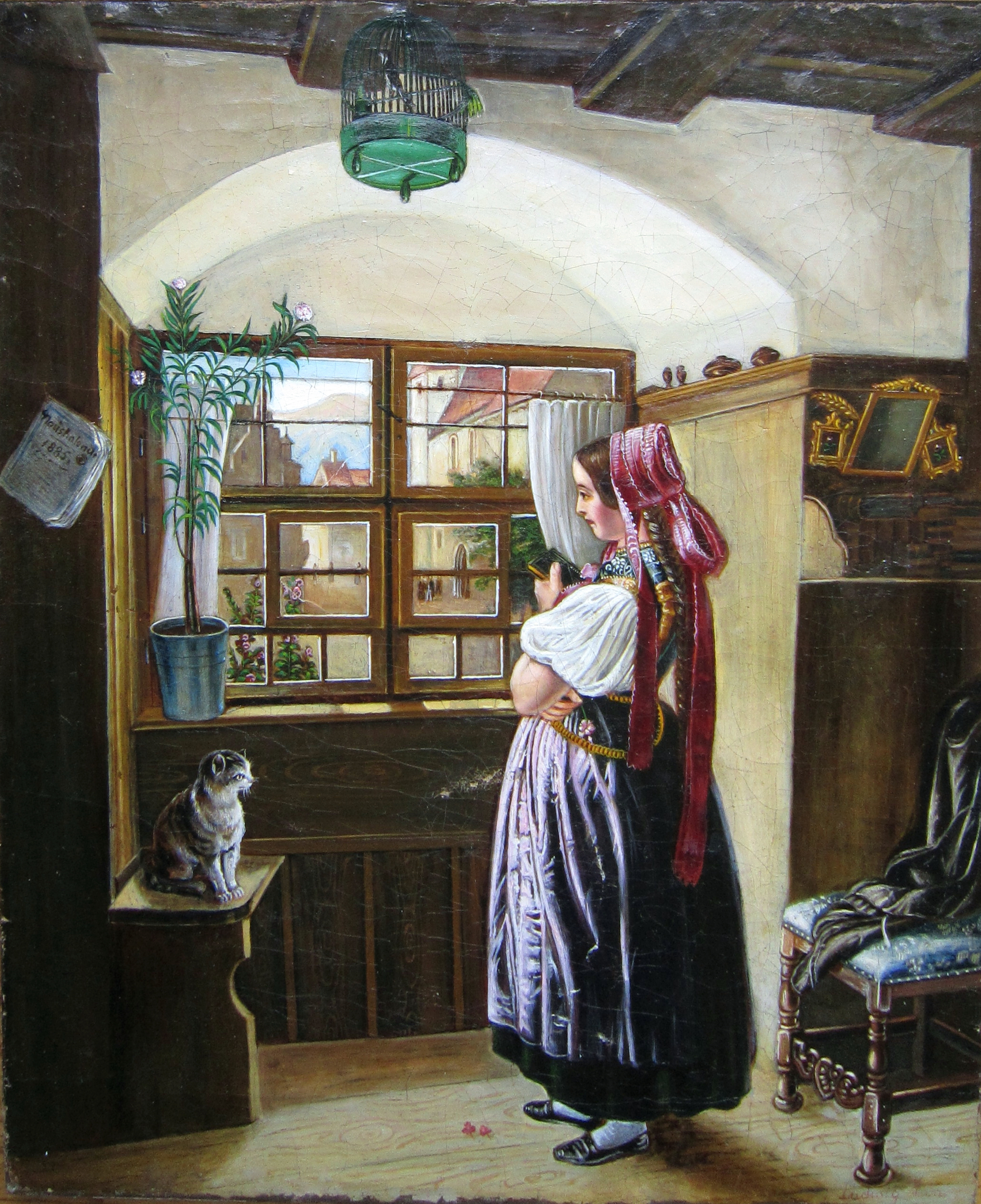
Ludwig Lang: Der Sonntagmorgen, Öl/Lwd., 1885 (Kopie nach F. W. Schoen, 1846)

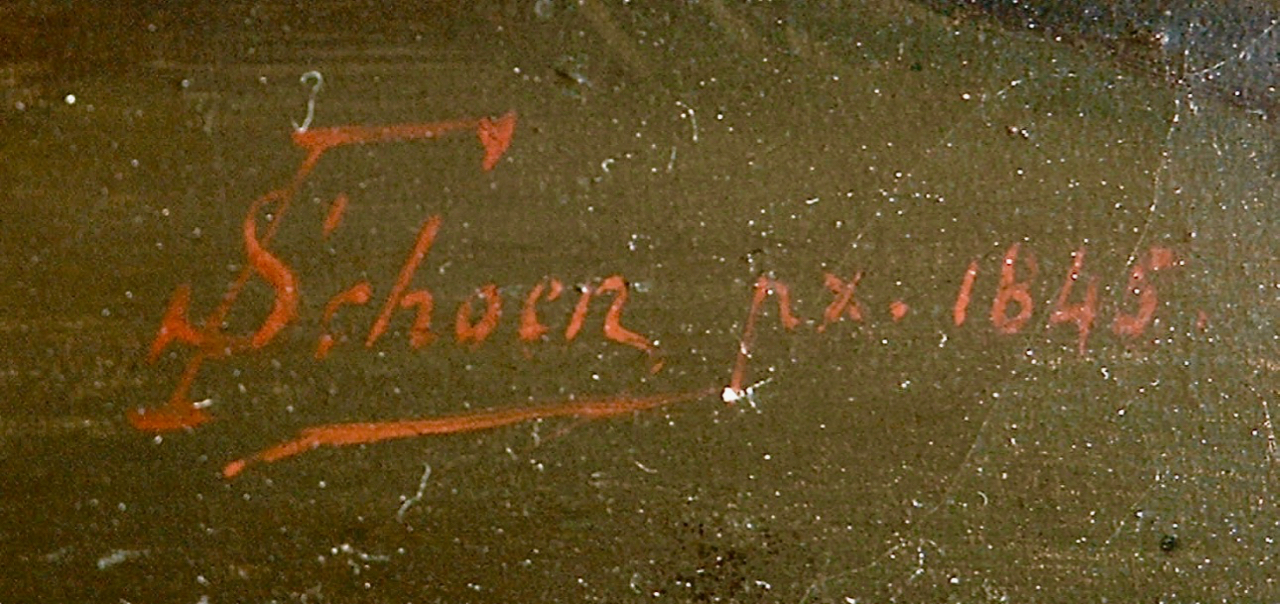
Signatur F. W. Schoen, Beispiel

Friedrich Wilhelm Schoen (* 2. April 1810 in Worms; † 16. Januar 1868 ebenda) war ein deutscher Genremaler und Lithograf des Biedermeiers. Als Absolvent der Münchner Kunstakademie gehörte er zur Münchner Schule.

## Ausbildung
Friedrich Wilhelm Schoen wurde als Sohn von Friedrich August Schoen, eines großherzoglich-hessischen Beamten, und von Elisabeth Koch am 2. April 1810 als erstes von drei Kindern in Worms geboren. Bis zu seinem 16. Lebensjahr besuchte er das Gymnasium in Worms. Ab 1826 absolvierte er eine Lithografenlehre in Darmstadt, um sich danach in Karlsruhe im Lithographisch-Artistischen Institut des Johann Velten weiterzubilden.
Am 1. Mai 1832 immatrikulierte er sich an der Münchner Kunstakademie als Akademieschüler unter Peter von Cornelius. Wirtschaftliche Nöte zwangen ihn wiederholt sein Studium zu unterbrechen, um seinen Lebensunterhalt durch die Anfertigung von Lithografien und Porträtzeichnungen zu sichern, unter anderem auf einer Rheinreise.

## Schaffen
Erst 1837, als Schoen endlich wirtschaftlich unabhängig war, entstand sein erstes Ölgemälde Der Lanzenreiter, aus Griechenland zurückgekehrt, bei den Seinen. Dieses Gemälde fand großen Anklang in den Ausstellungen des Kunstvereins München und wurde von Großherzog Ludwig II. von Hessen und bei Rhein, erworben.
Für das König-Ludwig-Album, das König Ludwig I. von Bayern 1850 wegen seiner großen Verdienste um die Kunst von der Münchner Künstlerschaft überreicht wurde, lieferte Schoen zwei Bildbeiträge. Schoen war mit sehr vielen Künstlerkollegen in München befreundet. Regelmäßig stellte er in Kunstvereinen aus. Er engagierte sich in der Münchner Künstlerschaft unter anderem gemeinsam mit Leo von Klenze, Christian Morgenstern (Maler), Karl von Enhuber, Joseph Karl Stieler und Carl Theodor von Piloty als Jurymitglied im Prüfungsausschuss für die allgemeine deutsche Gemäldeausstellung in München im Sommer 1854.
1855 unternahm er eine Reise nach Frankreich, um sich auf der Weltausstellung in Paris künstlerische Anregungen zu holen. Er besuchte Künstlerkongresse, wie die zweite allgemeine deutsche Künstlerversammlung in Stuttgart im September 1857.

## Familie
Durch die Heirat mit seiner verwitweten Schwägerin Maria Barbara, geborene Heyl (1819–1865), Tochter von Cornelius Heyl wurde er 1859 Stiefvater seiner drei Neffen Cornelius Julius (* 16. März 1848 in Worms; † 7. August 1894), Industrieller, Friedrich Wilhelm (1849–1941), Mäzen, und Wilhelm (1851–1933), Diplomat und Staatssekretär im Auswärtigen Amt. Seine Ehefrau war die Tante von Cornelius Wilhelm von Heyl zu Herrnsheim (1843–1923), deutscher Industrieller, Politiker und seinerzeit einer der bedeutendsten Kunstsammler Deutschlands.
Schoen starb laut Sterberegister der Stadt Worms von 1868 in seiner Geburtsstadt Worms. Er hatte sich bereits im Jahr 1867 aus München abgemeldet und ging auf Grund schwerer gesundheitlicher Probleme in seine Heimatstadt zurück, um dort am 16. Januar 1868 an „Gehirnerweichung“ zu sterben. Die Literatur gibt fälschlich auch München als Todesort an.

## Werkthematik
Schoens Malerei zeichnet sich durch eine authentische Darstellung seiner Motive mit romantischen Anklängen aus. Bevorzugte Bildsujets waren das bäuerliche Alltagsleben im Schwarzwald, im Berner Oberland und in Tirol. Seine Bilder erzählen dem Betrachter meist eine Geschichte (Beispiel: „Der unerwartete Heiratsantrag“). Auch sozialkritische Themen wie in den drei Bildern „Auswanderungsgedanken nach Amerika“, „Die Auswanderer“ (1855), „Auswanderer in einem Hafen vor der Ausschiffung“ wurden von ihm behandelt. Ebenso beschäftigte er sich mit zeitgeschichtlichen Themen, wie dem Revolutionsjahr 1848, als sich die Südtiroler des Ansturms der Italiener erwehren mussten („Ein Südtiroler Landwehrmann nimmt Abschied zur Grenzverteidigung im Jahr 1848“). Seine „Illuminationsbilder“ oder „Nachtstücke“ (unter anderem „Die alte Märchenerzählerin“, 1845, auch „Großmutter erzählt“) erinnern sehr an den zur selben Zeit und im gleichen Umfeld lebenden Maler Carl Friedrich Moritz Müller, genannt „Feuermüller“ (1807–1865). Der Typus des seit dem 17. Jahrhundert gebräuchlichen „Fensterbildes“ mit dem Blick aus der guten Stube hinaus in die Welt findet in einigen seiner Bilder Verwendung („Der Sonntagmorgen“, 1846).
Hervorzuheben ist sein Gemälde „Die Künstlerkneipe „Stub(b)envoll“ in München“ von 1844 mit der Darstellung seiner Münchner Künstlerfreunde im Künstlerlokal Stub(b)envoll. Insgesamt lassen sich in diesem Bild ungefähr vierzig Künstlerpersönlichkeiten identifizieren, den Maler eingeschlossen.

## Gesamtwerk
Obwohl seine Schaffensperiode als Maler durch eine Augenkrankheit von 1850 bis 1853 eingeschränkt und wegen seines frühen Todes 1868 mit 57 Jahren verhältnismäßig kurz war, so sind außer den 24 bei Boetticher erwähnten Ölgemälden noch mindestens weitere 27 Werke von ihm bekannt. Einige befinden sich in Museen, unter anderem im Münchner Stadtmuseum, in der Neuen Pinakothek München und in der Galerie Neue Meister in Dresden. Außerdem besitzt das Museum Schloss Adelsheim in Berchtesgaden ein Bild, das Kaiserin Elisabeth von Österreich im Berchtesgadener Land darstellt.

## Reproduktionsgrafik nach Friedrich Wilhelm Schoen
Werke von Schoen wurden von zahlreichen Künstlern als Vorlage für Reproduktionsgrafik verwendet. Dazu zählen:
- Die eifersüchtige Horcherin (1849), Lithografie von Andreas Fleischmann
- Das Mädchen am Fenster (um 1848), Lithografie von Franz Hanfstaengl – Kunstvereinsgabe Prag
- Der Sonntagmorgen (1852), Stahlstich von Christoph Preisel – Kunstvereinsgabe Mannheim
- Berner Mädchen am Sonntagmorgen (1852), Stahlstich von Christoph Preisel – Beitrag zum König-Ludwig-Album
- Der Liebesbrief (1847), Galvanographie von Leo Schöninger – Kunstvereinsgaben München und Freiburg
- Die Briefleserin, Galvanographie von Leo Schöninger – Kunstvereinsgabe München
- Der heimkehrende Soldat, Stahlstich von Andreas Wolfgang Brennhäuser
- Auswanderungsgedanken nach Amerika, Stahlstich von Andreas Wolfgang Brennhäuser
- Der schlafende Dorfschullehrer, Lithografie von Heinrich Kohler
- Künstlergesellschaft im Stub(b)envoll in München, Lithografie von Johann Nepomuk Heinemann
- Die gefangenen Wiedertäufer vor dem Bischof von Münster 1535, Tachygraphie von C. Helmuth und J. L. von Bähr – Kunstvereinsgabe Halle
- Der Policinellspieler (1860), Lithografie von F. W. Schoen – für Kohlers München-Album
- Sonntagmorgen im Schwarzwald, Lithografie von F. W. Schoen

## Reproduzierte Gemälde nach Friedrich Wilhelm Schoen
- Kleine Vogelfreunde, Gemäldekopie von Franz Defregger (1835–1921), österreichisch-bayerischer Maler der Münchner Schule
- Kirchgang im Schwarzwald, Gemäldekopie von Fritz Beinke (1842–1907), deutscher Maler der Düsseldorfer Malerschule
- Kirchgang im Schwarzwald, Porzellanbild von E. Ens aus Lauscha (1824–1898)
- Der Sonntagmorgen, Gemäldekopie von Ludwig Lang (1885)